# Poreckij rajon
Il Poreckij rajon (in russo Порецкий район?; in lingua ciuvascia: Пăрачкав районĕ) è un rajon della Repubblica Ciuvascia, nella Russia europea; il capoluogo è il villaggio di Poreckoe. Istituito il 5 settembre 1927, ricopre una superficie di 1116,86 chilometri quadrati e ospita una popolazione di 10 732 abitanti. Il rajon è suddiviso in 12 insediamenti rurali. Il fiume principale del territorio è la Sura.